# Алдар Ісекеєв
Алдар Ісекєєв (башк. Алдар Иҫәкәев, у російських джерелах згаданий як Алдарбай Исекеев, Алдар Исянгильдин, в башкирському фольклорі — Алдар батир, Алдар-батир башк. Алдар батыр; 1670-ті роки, Бурзянська волость, Ногайська даруга — 18 травня 1740) — башкирський спадковий тархан, батир і старшина Бурзянської волості. Учасник Кримського та ІІ Азовського (1696) походів російської армії, керівник башкирського повстання 1704—1711 рр. або «Алдарівщини». У ході цієї російсько-башкирської війни під проводом Алдара Батира, Башкортостан здобув незалежність.

## Родовід
Тарханство — це шляхетство. Алдар Ісекеєв був спадковим тарханом, і його нащадки теж. Родовід тархана Ісекеєва — це шежере.
Родове гніздо Алдара Ісекеєва — село Алдарове на річці Кана (зараз називається Атіково). Його рідний брат — тархан Аїткужа Ісекеєв мешкав у басейні річки Таули, притоці Сакмари. З середини XVIII століття село Аїткужино відоме як Іткулово, на честь імені сина Аїткужі, теж спадкового тархана Іткули Аїткужина .
У праці В. В. Вельямінова-Зернова «Джерела вивчення тарханства, жалованого башкирам російськими государями» наводяться копії з архівних документів про тарханів, де бачимо імена дітей, племінників і онуків Алдара Ісянгільдіна (Ісекеєва). Тарханське звання отримували його сини: Мурат, Муса, Юсуп, Максют, Мансур, Мисир, Сеітбаттал, Бахтигір, Адилгір Алдарови . Шежере спадкового тархана Бурзянської волості Алдара Ісекеєва: Байсари тархан → Байбахти тархан → Кадирбак тархан → Ісекей тархан (4 сини) → Алдар тархан (Алдарбай), Аїткужа тархан, Едігар, Давлетбай.

## II Азовський похід

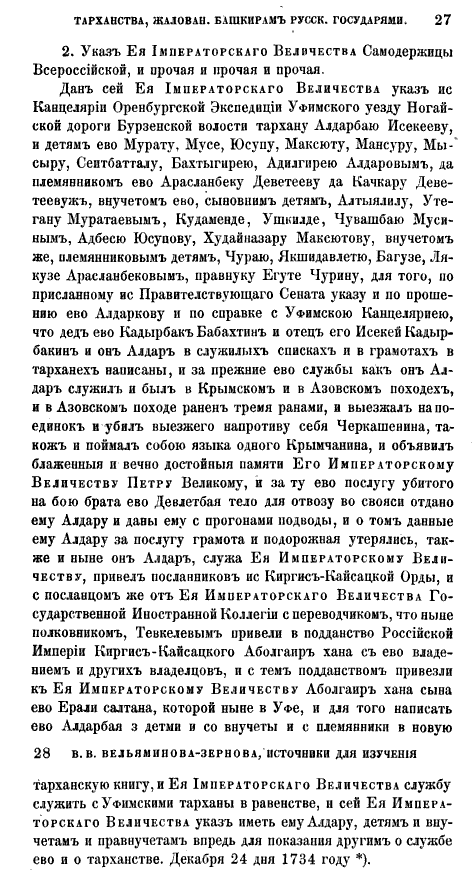
Указ про вручення тарханства Алдару Ісекеєву та його нащадкам (склейка фрагментів 27 і 28 стор. книги «Джерела вивчення тарханства, жалованого башкирам російськими государями» В. В. Вельямінова-Зернова, 1864 рік

Взимку 1696 року російська армія готувалася до Другого походу на Азов . Російська армія взяла в облогу турецьку фортецю з суходолу, а флот блокував підходи з моря, відрізавши джерела постачання. Після тривалого бомбардування з суходолу та з моря, командування російських військ направило в Азов парламентерів з пропозицією про здачу фортеці без бою. Турки відповіли відмовою і через парламентерів передали умову розпочати битву з бою батирів на кинджалах з обох боків.
З 70-тисячного російського війська для цього бою був відібраний башкирський батир Алдар Ісекеєв. У важкій смертельній сутичці з черкеським батиром, за рахунок своєї сили, досвіду та вправності, перемогу здобув Алдар-батир.
Під час облоги та битви за фортецю Азов Алдар-батир здійснив ще один геройський вчинок. Він на чолі кількох башкирських воїнів здійснив вилазку у ворожий стан, де захопили в полон «язика», що виказав цінну інформацію про резерви, позиції кіннотників кримського хана, про плани турків і військову силу Азовської фортеці. Через кілька днів фортеця була взята, турки, не вірячи більше у свій успіх, добровільно здали Азов. Під час бою загинув Алдарів брат.
У роботі В. В. Вельямінова-Зернова «Джерела для вивчення тарханства, жалованого башкирам російськими государями» наводиться «Указ канцелярії Оренбурзької експедиції Уфимського повіту тарханам і башкирам 1734 року, грудня 24 дня. Ногайської дороги Бурзянської волості племінникам і онукам — за буття ним Алдаром у Кримському та Азовському походах, за три отримані ним рани, за вбивство черкашенина, що вбився з ним, за захоплення язика-кримчанина оголошення Його імператорській Величності блаженні і вічні слави, гідні пам'яті».
Після повернення з Азовського походу слава про військові подвиги Алдар-батира ще вище підняли його авторитет серед башкирського народу. Його визнали воїном-чоловіком, рівним дідові Кадирбеку і батькові Ісянгільді, що раніше в Кримських походах за героїзм отримали тарханське звання.

## Башкирське повстання 1704—1711 років
Початок повстання пов'язаний з указом, оголошеним прибутковиками (збирачами податків) А. Жихарєвим та М. Доховим у серпні 1704 року на зборах башкирських родів в Азіївській мечеті. Указом вводилося 72 нових податку, зокрема на мечеті, мулл і кожного приходить у молитовний будинок. В указі також потрібно будувати мечеті тільки за зразком християнських храмів, влаштовувати цвинтарі поруч із мечетями, фіксувати укладання шлюбів і смерть парафіян муллам тільки в присутності московського священика. Все це сприйняли як прямий крок до майбутнього повномасштабного насильницького хрещення. Крім того, вони зажадали 20 000 коней, а потім ще й 4000 воїнів: тоді Московія вела Північну війну зі шведами.
Петро Ричков у книзі «Історія Оренбурзька за заснуванням Оренбурзької губернії» залишив такий опис подій та їх причин
|  | Бунт, званий Алдаровським і Кусюмовським, розпочався 1704 року в грудні місяці під проводом Алдара і Кусюма. Причини до нього подано нерозсудливими вчинками колишнього на Уфі Олександра Сергєєва, котрий із них непомірною суворістю вимагав коней і видачі втікачів, які в їхніх оселях ховалися, і, як розповідають, кілька старшин башкирських на одному в себе обіді до смерті запоїв. До міст же до Уфи, Бірська і Мензелінська сильні напади чинили і до самої Казані тільки за 30 верст не дійшли, звідки їх ледь відбито неабиякими установами казанського губернатора Кудрявцова, який татар, які живуть у Казані, жінок і дітей забравши в аманати, а інших усіх вислав проти оних лиходіїв. Із цими, так само як і з іншими вбраними та дозволеними від нього партіями, оні башкирці всередину Башкира прогнані. Для кінцевого ж припинення цього їхнього башкирського лиходійства в березні місяці відряджений був боярин князь Хованський і при ньому вісім полків військових людей і чимало нерегулярних, який, дійшовши до передмістя Алабуги, зупинився, а всередину Башкирії послав два полки під командою підполковників Хохлова та Арістова, з яких полк Хохлова, не доходячи до Соловарнаго містечка, майже весь від них, злодіїв, розбитий. |

Башкирські повстанці запропонували звернутися до царя з чолобитною, яку повезли до Москви влітку 1706 року вісім виборних башкир на чолі з Дюмеєм Ішкеєвим. Але царський уряд відмовився розглянути чолобитну. Дюмея Ішкеєва повісили, а решту заарештували. Дізнавшись про це, башкири відмовилися від московського підданства і проголосили Башкирське ханство.
Влітку 1706 Алдар разом з Хазієм Аккускаровим організував посольство від Башкирського ханства на чолі з Муратом Султаном в Кримське ханство і Османську імперію з метою отримання протекції. Є також згадки контактів Алдара з донським отаманом Кіндратом Булавіним .
У грудні 1707 року в районі Солеварного містечка 8-тисячне башкирське військо під керівництвом Алдара та Кільм'яка Нурушева, розбило Уфимський полк та Усольський стрілецький загін московської армії.
До травня 1708 року башкири під проводом Алдара Ісекеєва боролися проти московської армії воєводи князя П. І. Хованського в Казанському повіті Казанської губернії.
З листопада 1708 по 1711 роки башкирське військо під керівництвом Алдара Ісекеєва діяло на території Ногайської та Сибірської доріг. 1711 року Московія капітулювала, прийнявши всі умови башкир.
Башкирське ханство існувало як незалежна держава до 1725 року. Башкири знову присягнули на вірність російським імператорам тільки після смерті Петра І.

## Посольство до Молодшого жузу
На початку XVIII століття казахи ділилися на три жузи: Молодший, Середній та Старший . Перед загрозою поневолення з боку середньоазіатських ханів, хан Молодшого жуза Абулхайр вдався до прийняття російського підданства. З боку Росії членом посольства до Молодшого жузу було призначено амністованого після присяги в 1725 році Алдара Ісекеєва. Казахське посольство, очолюване Кутлумбетом і Сеіткулом, в липні 1730 року прибуває до Алдарбая і знаходиться в його волості, поки уфимський воєвода бригадир Бутурлін не надішле для супроводу казахських послів уфимських дворян. У вересні 1730 року посольство Абулхайр-хана, на чолі з Сеїткулом Кайдагуловим і Кутлумбетом Коштаєвим, з повноваженнями про добровільне прийняття російського підданства, прибуло до міста Уфи.
«Наша заява до Вашої величності полягає в тому, що з підданим Вам башкирським народом, який знаходиться за Уралом, у нас близьких стосунків не було. Бажаючи бути цілком підвладним Вашій величності, я посилаю свого посланця разом із Вашим підданим Алдарбаєм. Ми, Абулхайр-хан, — говорилося в привезеній грамоті, — з підвладним мені численним казахським народом Середнього та Малого жузів, усі схиляємось перед Вами, … бажаємо Вашого заступництва і чекаємо на Вашу допомогу». .
9 лютого 1731 року імператриця Анна Іванівна підписала грамоту хану Абулхайру про прийняття його в російське підданство. З цього приводу П. І. Ричков писав: «За його ханським проханням в 1731 році, травні місяці відправлений був до нього, хану, колегії закордонних справ перекладач мурза Олексій Тевкелев. Посольство на чолі з О. Тевкелевим після тримісячного перебування в дорозі 4 липня 1731 р. прибуло в Уфу. Тут йому були придані з геодезистів Олексій Писарєв та Михайла Зінов'єв, для опису місць, та кілька людей з уфимських дворян і козаків, та з башкирців найкращі люди — вищезгаданий Алдар та Таймас-батир і ще деякі з такою інструкцією, щоб згаданого хана з усією ордою у підданстві цілком затвердити і присягою у вірності зобов'язати, про стан цього і тамтешніх місць ґрунтовну звістку отримати».
У 1733 за великі заслуги в приєднанні до Росії казахських ханств указом імператриці Анни Іоанівни за Алдаром Ісекеєвим надовго закріпили тарханське звання, що переходить у спадок до нащадків. Йому вручили багато подарунків і серед них — іменну шаблю зі срібними піхвами.

## Башкирське повстання 1735—1740рр.
Новий етап колонізації Башкирського краю та численні прецеденти утиску прав башкир, закріплених договором з царем (будівництво фортець, заводів, вилучення вотчинних земель у башкир, ліквідація місцевого самоврядування, збільшення військових та трудових повинностей) викликало нове повстання башкир. Поштовхом до повстання послужив виступ з Уфи загону Оренбурзької експедиції до гирла річки Ор для будівництва міста, майбутнього Орська . Для придушення повстання до Башкирії був направлений генерал-лейтенант О. І. Рум'янцев, який розпочав переговори з повсталими… Паралельно начальник Оренбурзької експедиції І. К. Кирилов та його помічник Тевкелев творили військові злочини. Тевкелев розправився з башкирами аулу Сеянтус Баликчинської волості. Усі 1000 жителів, у тому числі жінки та діти, були жорстоко вбиті, а 105 людей живцем спалено в коморі.
Розгромивши повсталих, восени 1738 року російська влада почала перепис корінного населення. Башкири пов'язували з ним подальше погіршення свого становища. І 1739 року повстання відновилося. Алдар-батир у цей час стояв осторонь народного руху: зберігаючи лояльність імператриці, однією рукою він писав вірнопідданські листи начальникам, іншою — рятував повстанців від небезпек і катувань. Скрізь щитом йому служило його високе ім'я, звання та довіра. Але так тривало недовго.

## Загибель
Навесні 1740 року голова Оренбурзької комісії генерал-лейтенант В. О. Урусов викликав Алдара Ісекеєва в Самару, нібито, для переговорів. До генерала Алдар-батир прибув разом із кількома башкирськими старшинами, які теж мали брати участь у переговорах. Після прибуття до Самари, їх відразу заарештували і, закувавши в кайдани, відправили до Мензелінська, до начальника Комісії Башкирських справ генерала Л. Я. Соймонова. Їх допитували і катували як зрадників та бунтівників. Після жорстоких тортур 16 березня 1740 року Алдару Ісекеєву, Кузяку Буляшеву, Каникаю Аллаярову, Ілекаю Усянову, Сеїту Алканіну, Якупу Аблаєву, Іскужі Карашеву, Алдакаю Мурякову та Яммету Бікаєву винесли смертний вирок і повісили.

## Пам'ять
Подвиг батира оспіваний сесенами. Збереглася пісня «Алдар батир».
Біля села 2-е Іткулово Баймацького району на честь Алдара встановлено стелу.
У 2017 році у м. Баймак РБ відкрито пам'ятник Алдару Ісекеєву.
Ще один пам'ятник споруджено в 2022 році в селі Атіково Бурзянського району Башкортостану.